# Centre canadien de protection de l'enfance
Pour les articles homonymes, voir CCPE et CCCP.
Le Centre canadien de protection de l'enfance ou CCPE (en anglais, Canadian Centre for Child Protection ou CCCP) est un organisme de bienfaisance enregistré voué à la sécurité personnelle des enfants. Son objectif est de réduire la victimisation des enfants en offrant des programmes et des services à la population canadienne.

## Histoire
En avril 1985, le Centre canadien de protection de l'enfance a été créé sous le nom de Child Find Manitoba, à la suite de la disparition et du meurtre de Candace Derksen le 30 novembre 1984.
En septembre 2002, le site Cyberaide.ca a été lancé à titre de projet pilote de deux ans. En mai 2004, le gouvernement canadien a reconnu le site comme le site officiel canadien de protection de l'enfance. Le site a été lancé au niveau pancanadien en janvier 2005.
En mai 2011, le Centre canadien de protection de l'enfance a lancé le site MissingKids.

## Projets

### Cyberaide.ca
Cyberaide.ca (en anglais, Cybertip.ca) est le site Web de dénonciation officielle du Canada pour signaler l'exploitation sexuelle d'enfants en ligne.

### Arachnid
Arachnid est un robot d'indexation qui détecte les images et les vidéos d'abus sexuels sur des enfants sur le Web et sur le Web sombre sur la base d'empreintes numériques confirmées.